# Woolgoolga
Woolgoolga är en ort i Australien. Den ligger i kommunen Coffs Harbour och delstaten New South Wales, i den sydöstra delen av landet, omkring 460 kilometer nordost om delstatshuvudstaden Sydney.
Trakten är glest befolkad. Woolgoolga är det största samhället i trakten. Genomsnittlig årsnederbörd är 1 716 millimeter. Den regnigaste månaden är januari, med i genomsnitt 287 mm nederbörd, och den torraste är oktober, med 24 mm nederbörd.